# David Hedison
David Hedison est un acteur américain, de parents arméniens, né le 20 mai 1927 à Providence (Rhode Island, États-Unis) et mort le 18 juillet 2019 à Los Angeles (Californie, États-Unis). Il s'est fait connaitre dans le rôle du Capitaine Ted Crane dans la série télévisée Voyage au fond des mers en 1964, créée par Irwin Allen et diffusée du 14 septembre 1964 au 31 mars 1968 sur le réseau ABC.

## Biographie
Il incarne le personnage de Felix Leiter à deux reprises dans la saga James Bond, d'abord avec Roger Moore dans le rôle de l'agent 007 dans Vivre et laisser mourir (1973), puis avec Timothy Dalton dans Permis de Tuer (1989), le rôle de Leiter ayant été précédemment interprété par Jack Lord dans Docteur No (1962) et Cec Linder dans Goldfinger (1964), puis repris plus récemment par Jeffrey Wright dans Casino Royale (2006), Quantum of Solace (2008) et Mourir peut attendre (2021).

## Filmographie

### Cinéma
- 1957 : Torpilles sous l'Atlantique (The Enemy Below) de Dick Powell : Lt. Ware (Executive Officer [XO])
- 1958 : La Mouche noire (The Fly) de Kurt Neumann : Andre Delambre
- 1958 : Robin des Bois don Juan (The Son of Robin Hood) de George Sherman : Jamie
- 1958 : La Brune brûlante (Rally 'Round the Flag, Boys!) de Leo McCarey : Narrator
- 1960 : Le Monde perdu (The Lost World) de Irwin Allen : Ed Malone
- 1961 : Marines, en avant ! (Marines, Let's Go!) de Raoul Walsh : Pfc. Dave Chatfield
- 1965 : La Plus Grande Histoire jamais contée (The Greatest Story Ever Told) de George Stevens : Philip
- 1970 : Kemek de Theodore Gershuny: Nick
- 1973 : Vivre et laisser mourir (Live and Let Die) de Guy Hamilton : Felix Leiter
- 1979 : Les Loups de haute mer (North Sea Hijack) de Andrew V. McLaglen : Robert King
- 1982 : The Awakening of Cassie
- 1984 : La Machination (The Naked Face) de Bryan Forbes : Dr. Peter Hadley
- 1986 : Smart Alec de Jim Wilson : Frank Wheeler
- 1989 : Permis de tuer (Licence to Kill) de John Glen : Felix Leiter
- 1990 : Guerres de l'ombre (Sheng zhan feng yun) : US Ambassador
- 1999 : Fugitive Mind (vidéo) : Senator Davis
- 2001 : Mach 2 de Fred Olen Ray : Senator Stuart Davis
- 2001 : Megiddo: The Omega Code 2 de Brian Trenchard-Smith : Daniel Alexander
- 2004 : Spectres de Phil Leirness : William
- 2005 : The Reality Trap de Michael Bergmann : Morgan Jameson

### Télévision
- 1959 : La Main dans l'ombre (Five Fingers) (série télévisée) : Victor Sebastian
- 1964 - 1968 : Voyage au fond des mers (Voyage to the Bottom of the Sea) (TV) : Capitaine Ted Crane
- 1964 : Another World (série télévisée) : Spencer Harrison (1991-1996, 1999)
- 1964 : Le Saint : Luella (saison 2 épisode 19) : Bill Harvey
- 1973 : Crime-club (TV) : Nick Kelton
- 1973 : The Cat Creature (TV) : Prof. Roger Edmonds
- 1975 : For the Use of the Hall (TV) : Allen
- 1975 : Terreur sur le Queen Mary (Adventures of the Queen) (TV) : Doctor Peter Brooks
- 1975 : The Lives of Jenny Dolan (TV) : Dr. Wes Dolan
- 1975 : The Art of Crime (TV) : Parker Sharon
- 1977 : Murder in Peyton Place (TV) : Steven Cord
- 1978 : Greatest Heroes of the Bible (feuilleton TV) : Ashpenaz
- 1979 : The Power Within (TV) : Danton
- 1982 : Hooker (TV) : Saxon
- 1983 : Dynastie : Sam Dexter
- 1983 : Kenny Rogers as The Gambler: The Adventure Continues (TV) : Carson
- 1985 : A.D. : Anno Domini (mini-série) : Porcius Festus
- 1985 : Dynastie 2 : Les Colby (Dynasty II - The Colbys) (feuilleton TV) : Lord Roger Langdon
- 1973 : Les Feux de l'amour (The Young and the Restless) (feuilleton TV) : Arthur Hendricks (2004)